# Drosophila rubida
Drosophila rubida är en tvåvingeart som beskrevs av Bryant Mather 1960. 
Drosophila rubida ingår i släktet Drosophila och familjen daggflugor. Artens utbredningsområde är Australien.